# Ferran García Sevilla
Ferran García Sevilla (* 22. Oktober 1949 in Palma) ist ein spanischer Maler.
García Sevilla studierte Geschichte und Kunstgeschichte an der Universität Barcelona. Dort war er später Professor für Kunstgeschichte. 1982 berief man ihn an die Reial Acadèmia Catalana de Belles Arts de Sant Jordi für den Fachbereich Bildhauerei.

## Ausstellungen (Auswahl)

### Einzelausstellungen
- 1970 Miratges, Casa de la Cultura, Palma de Mallorca
- 1996 Déus. Ferran Garcia Sevilla Museu d’Art Contemporani de Barcelona, Barcelona[2]
- 2010 Ferran García Sevilla Irish Museum of Modern Art, Dublin

### Gruppenausstellungen
- 1984 Spanisches Kaleidoskop, Museum Ostwall, Dortmund
- 1986 Biennale di Venezia, Venedig
- 1986 Spanische Bilder Kunstverein in Hamburg, Württembergischer Kunstverein Stuttgart, Frankfurter Kunstverein
- 1987 documenta 8, Kassel
- 1989 Spanische Malerei und Skulptur von 1950 bis zur Gegenwart, Museum Kunstpalast, Düsseldorf
- 1990 30 Jahre Spanische Malerei und Skulptur von 1960 bis zur Gegenwart, Kunstverein Hannover
- 1990 Gegenwart Ewigkeit. Spuren des Transzendenten in der Kunst unserer Zeit, Martin-Gropius-Bau, Berlin
- 1992 Acquisitions de la Socièté des Amis du Musèe National d’Art Moderne, Centre Georges Pompidou, Paris
- 1996 Nuevas abstracciones, Kunsthalle Bielefeld, Bielefeld
- 1996 23. Biennale von São Paulo, São Paulo
- 2001 Arte español de los años 80 y 90 en las colecciones del Museo Nacional Centro de Arte Reina Sofía, Galeria Zachęta, Warschau
- 2014 Capítol III. Manifest. Art avui, devant dels dubtes (Chapter III: Manifesto. Art Today, Facing The Doubts), Fabra i Coats: Centre d’Art Contemporani, Barcelona[3]
- 2013 Idea: Pintura Fuerza. En el gozne de los años 70 y 80, Museo Reina Sofía, Madrid[4]